# Олимпийский комитет Кабо-Верде
Олимпийский комитет Кабо-Верде (порт. Comité Olímpico Caboverdeano, англ. Cape Verde Olympic Committee) — организация, представляющая Кабо-Верде в международном олимпийском движении. Основан в 1989 году, официально зарегистрирован в МОК в 1993 году. Принимает участие в Олимпийских играх начиная с 1972 года.
Штаб-квартира расположена в Прае. Является членом Международного олимпийского комитета, Ассоциации национальных олимпийских комитетов Африки и других международных спортивных организаций. Осуществляет деятельность по развитию спорта в Кабо-Верде.
В настоящее время комитет возглавляет Франклин Да Пальма, пост генерального секретаря занимает Фелисберту Кардозу.